# FK Třeboň
FK Třeboň je třeboňský florbalový klub patřící pod TJ Jiskra Třeboň.
Mužský tým hrál nejvyšší florbalovou soutěž v pěti sezónách 1996/1997 až 2000/2001. Jejich největším úspěchem je postup do čtvrtfinále play-off ze sedmého místa v sezóně 1997/1998. V roce 2001 tým z ligy vypadl a dál již hraje jen regionální soutěže.

## Sezóny
| Sezóna    | Úroveň | Soutěž  | Umístění | Poznámka                                                  |
| --------- | ------ | ------- | -------- | --------------------------------------------------------- |
| 1995/1996 | 2      | 2. liga |          | Postup do vyšší ligy                                      |
| 1996/1997 | 1      | 1. liga | 7.       | Udržení v lize                                            |
| 1997/1998 | 1      | 1. liga | 7.       | Vypadnutí ve čtvrtfinále play-off proti Tatran Střešovice |
| 1998/1999 | 1      | 1. liga | 9.       | Udržení v lize                                            |
| 1999/2000 | 1      | 1. liga | 9.       | Udržení v lize                                            |
| 2000/2001 | 1      | 1. liga | 11.      | Sestup do nižších soutěží                                 |